# Antonio Ferrero
Antonio Ferrero o Ferreri (Savona, 1469 – Roma, 23 luglio 1508) è stato un cardinale e vescovo cattolico italiano.

## Biografia
Vescovo di Noli dal 1504 e poi di Gubbio, papa Giulio II lo elevò al rango di cardinale presbitero, del titolo di San Vitale nel concistoro del 1º dicembre 1505 e gli conferì il rango di Maestro della Casa Pontificia; nel 1506 venne trasferito alla sede di Perugia; legato pontificio a Bologna dal 1507, venne accusato di gravi iniquità e venne fatto imprigionare in Castel Sant'Angelo e poi ritirare in convento.
Morì il 23 luglio 1508 e fu sepolto nella chiesa di Sant'Agostino a Roma.

## Genealogia episcopale
La genealogia episcopale è:
- Cardinale Guillaume d'Estouteville, O.S.B.Clun.
- Papa Sisto IV
- Papa Giulio II
- Cardinale Antonio Ferrero